# 2011 au Bénin
Cet article présente les faits marquants de l'année 2011 au Bénin.

## Évènements
- Vendredi 4 mars 2011 : le parlement approuve une loi reportant l'élection présidentielle prévue dimanche, après que l'opposition, qui affirme que plus d'un million d'électeurs n'ont pas été inscrits, eut réclamé un report du scrutin. 14 candidats sont en lice. les trois principaux candidats sont le président sortant Yayi Boni, Adrien Houngbédji et l'économiste Abdoulaye Bio Tchané.

- Dimanche 13 mars 2011 : élection présidentielle.

- Vendredi 18 mars 2011 : la commission électorale déclare que le président sortant Boni Yayi a remporté dès le premier tour l'élection présidentielle de la semaine dernière avec plus de 53 % des voix. Son principal adversaire Adrien Houngbedji a obtenu 35 % des suffrages. Quatorze candidats étaient en lice à l'élection de dimanche[1].

- Samedi 30 avril 2011 : élections législatives; quelque 3,6 millions d'électeurs votent pour 1 600 candidats pour 83 sièges de députés[2].

- Samedi 7 mai 2011 : la Cour constitutionnelle confirme les résultats des élections législatives; 41 sièges sur 83 au parti présidentiel, 11 sièges aux partis alliés du président Boni Yayi et 31 sièges pour les partis de l'opposition[3].